# اچ‌ام‌اس اسپارتان (۹۵)
اچ‌ام‌اس اسپارتان (۹۵) (به انگلیسی: HMS Spartan (95)) یک کشتی است که طول آن ۴۸۵ فوت (۱۴۸ متر) می‌باشد. این کشتی در سال ۱۹۴۲ ساخته شد.